# كيث دايموند
كيث دايموند (بالإنجليزية: Keith Diamond)‏ هو ممثل أمريكي، ولد في 26 مارس 1962 في الولايات المتحدة.

## أعمال

### مسلسلات
- ذا درو كاري شو

## وصلات خارجية
- كيث دايموند على موقع IMDb (الإنجليزية)
- كيث دايموند على موقع قاعدة بيانات الفيلم (الإنجليزية)